# Blake Aldridge
Pour les articles homonymes, voir Aldridge.
Blake Aldridge, né le 4 août 1982 à Lambeth, est un plongeur et plongeur de haut vol britannique.

## Biographie
Aux Jeux olympiques d'été de 2008, il termine huitième en plongeon synchronisé en haut-vol à 10 mètres avec Tom Daley.